# الخطوط الجوية اليمنية
الخطوط الجوية اليمنية هي شركة طيران والناقل الوطني في اليمن،  يقع المقر الرئيسي للخطوط الجوية اليمنية  (Yemen Airways ) في منطقة الحصبة بمدينة صنعاء، بجنوب مطار صنعاء الدولي.
، وتقدم خدماتها لوجهات في الشرق الأوسط، وأفريقيا، وآسيا، وتعتبر الخطوط الجوية اليمنية أحد أعضاء الاتحاد العربي للنقل الجوي.

## نبذة تاريخية
يرجع تاريخ إنشاء الشركة إلى النصف الثاني من عام 1949 عندما قامت حكومة المملكة المتوكلية اليمنية بشراء طائرتي من طراز «داكوتا دي سي 3»، وقد استخدمت تلك الطائرتين في نقل مسئولي الحكومة، ونقل البريد، وأحياناً كانت تستخدم في نقل رجال الأعمال بين المدن اليمنية الهامة وكانت تعتبر ملك لحاكم اليمن آنذاك الإمام أحمد حميد الدين. وفي 4 أغسطس 1961 أنشأت الخطوط الجوية اليمنية وبدأت نشاطها رسمياً عام 1962 باسم «خطوط طيران اليمن»، وذلك عندما أُعلنت الجمهورية العربية اليمنية، ومُنحت الخطوط الجوية اليمنية رخصة طيران جديدة في 4 أغسطس من ذلك العام (والتي لا تزال سارية حتى اليوم)، وبذلك أصبحت الناقل الرسمي للبلاد، مع مكتبها الرئيسي في مبنى وزارة الاتصالات في صنعاء ، وخلال عام 1965 قامت الخطوط الجوية اليمنية بشراء أربع طائرات أخرى من نوع «داكوتا»، وتسيير رحلات إلى تعز والحديدة وبعض المحطات الإقليمية مثل جيبوتي وأسمرا، ثم أضافت رحلات داخلية جديدة إلى كل من البيضاء، مأرب وكمران، وفي عام 1967، دخلت شركة الطيران في تعاون مع شركة الخطوط الجوية العربية المتحدة، والذي استمر حتى عام 1972. وخلال تلك الفترة، كانت تعرف باسم الخطوط الجوية العربية اليمنية. وقد تمت إعادة هيكلة الشركة بعد تغير اسمها إلى «الخطوط الجوية اليمنية» وذلك عام 1972، أما اسم «اليمنية» فقد أعتمد في 1 يوليو 1978 بعد إنشاء شركة الطيران الجديدة باشتراك كلاً من الحكومة اليمنية والحكومة السعودية، وتمتلك الحكومة اليمنية 51% من رأس مال الشركة وتمتلك الحكومة السعودية نسبة 49% الباقية.
في مارس 1975 كان لدى اليمنية 60 موظفًا. وقد تألف أسطول الشركة من أربع طائرات دوغلاس دي سي 6 (Douglas DC-6) وأربعة طائرات دوغلاس دي سي 3 (Douglas DC-3) التي تقدم خدمات لوجهات محلية وشبكة دولية تضم أسمرة والقاهرة وجيبوتي والظهران وجدة والكويت. قامت شركة اليمنية، بموجب عقد إيجار من شركة الخطوط الجوية العالمية، بتشغيل زوج من طائرات بوينغ 737-200 لمدة عامين ونصف حتى طلبت شركة الطيران شراء طائرة من هذا النوع في منتصف عام 1976. وفي أبريل 1978، تم توقيع عقد لمدة عامين لتوفير طائرتين من طراز بوينغ 707-320 سي إس، شملت توريد أطقم الطائرات والدعم الهندسي مع شركة الخطوط الجوية البريطانية ميدلاند (BMA).

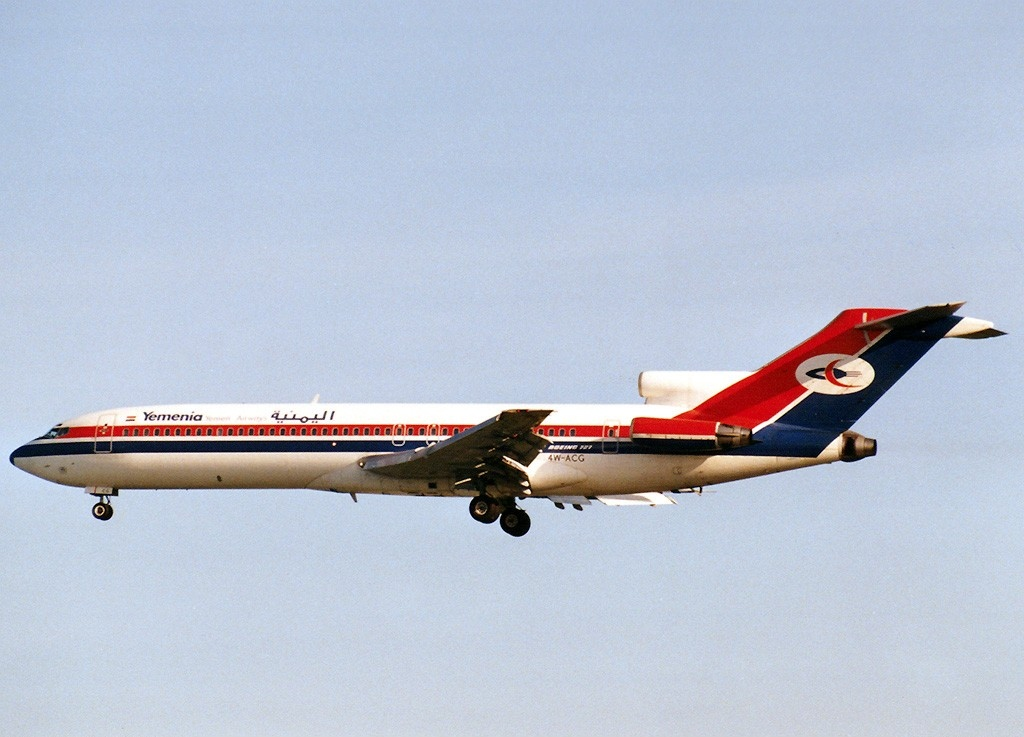
طائرة يمنية سابقة بوينغ 727-200.

أما في يوليو 1979، فقد وقعت الشركة اتفاقية مدتها ثلاث سنوات مع خطوط بان أمريكان العالمية لتوفير الصيانة الفنية والتدريب الشخصي. كما تم طلب طائرتين من نوع دي هافيلاند كندا داش 7. أدى إلغاء العقد الموقع من قبل شركة الخطوط الجوية اليمنية مع شركة الخطوط الجوية البريطانية ميدلاند (BMA) من جانب واحد إلى دفع شركة الطيران البريطانية لتقديم مطالبة ضد شركة الطيران اليمنية، مما أدى إلى حجز إحدى طائرات بوينغ 737-200.
وفي يوليو 1980، كانت القوة العاملة تقدر بـ 750 موظفًا، وتولى رئاسة مجلس إدارة الخطوط الجوية الكابتن محمد سعيد. وبحلول هذا الوقت، شكل أسطول الشركة خمس طائرات بوينغ 727-200، واثنتان بوينغ 737-200، وواحدة دوغلاس دي سي -6 إيه وثلاث دي سي -3. وقد ربطت خدمات الركاب المحلية المنتظمة بين صنعاء والبيضاء والحديدة ومأرب وتعز. وكانت أبوظبي وأثينا والقاهرة ودمشق والظهران ودبي وجدة وكراتشي والكويت ومسقط وروما والشارقة جزءً من الشبكة الدولية، كما تم تقديم خدمات الشحن أيضا. كانت طائرتا دي هافيلاند كندا داش 7 جزءً من الأسطول بحلول مارس 1985، إلى جانب خمسة طائرات بوينغ 727-200 وطائرة بوينغ 737-200، ووسعت شركة الطيران شبكة خطوطها لتشمل أمستردام وبومباي وفرانكفورت ولارنكا ومطارغاتويك في لندن وارتفع عدد العاملين إلى 1100.
عندما اتحدت جمهورية اليمن الديمقراطية الشعبية مع الجمهورية العربية اليمنية وقيام الجمهورية اليمنية في عام 1990، تم وضع خطط لضم خطوط الطيران التابعة لجمهورية اليمن الديمقراطية الشعبية (اليمدا) إلى الخطوط الجوية اليمنية ، وقد تم الاندماج في عام 1996. أصبحت اليمنية مشغلًا لطائرة إيرباص A310 في عام 1995 مع طائرتين مستأجرتين من طراز A310-200s ؛ بينما تم تدشين العمل بطائرة إيرباص A310-300 في مارس 1997.

## التطور في الـ 2000م

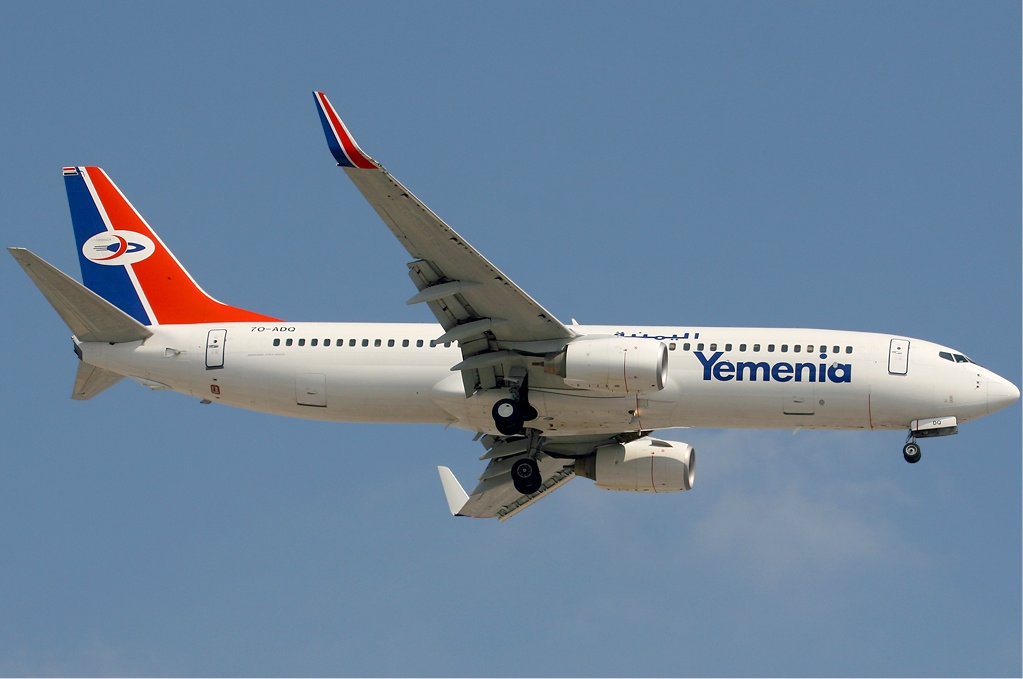
طائرة يمنية بوينغ 800-737. تم إدخال النوع في عام 2002

في مارس 2000، تم تعيين حسن صحبي رئيساً لمجلس الإدارة كان عدد الموظفين حينها 4,017. وتكون أسطول الطائرات التي تم تشغيلها في ذلك الوقت من ثلاث طائرات إيرباص A310-300، وطائرتان أنتونوف أن-26، وخمس طائرات بوينغ 727-200 متقدمة، وطائرة بوينغ 737-200 متقدمة، وطائرة بوينغ 737-200C، وأربعة دي هافيلاند كندا داش 7، وطائرتان دي هافيلاند كندا دي إتش سي 6 توين أوتر واثنتين من لوكهيد سي-130 هيركوليز. وقد كانت قائمة الوجهات المحلية التي تم تنطلق اليها اليمنية في هذا الوقت هي عدن، الغيضة، عتاق، الحديدة، ريان المكلا، صنعاء، سيئون، سقطرى وتعز، في حين أن أبو ظبي، أديس أبابا، عمان، أسمرة، البحرين، بيروت، القاهرة، دمشق، دار السلام، جيبوتي، الدوحة، دبي، فرانكفورت، جدة،جوهانسبرغ، كراتشي، الخرطوم، لندن، موروني، مومباي، نيروبي، باريس، الرياض، روما، والشارقة تضم الوجهات الدولية الدولية. بعقد إيجار من مؤسسة التمويل التأجيري الدولية (ILFC)، انضمت أول طائرة بوينغ 800-737 إلى الأسطول في مايو 2002. بينما دخلت أول طائرة إيرباص A330-200 الأسطول في عام 2004 بعقد إيجار إيضا من مؤسسة التمويل التأجيري الدولية (ILFC).
منذ عام 2008، اتُخِذَت عدد من إجراءات السلامة من قبل الاتحاد الأوروبي ضد اليمنية بسبب معايير الصيانة السيئة المزعومة في اليمن. وفي يوليو / تموز 2009، علقت فرنسا شهادات الصلاحية للطيران لطائرتين يمنيتين من طراز إيرباص A310 تم تسجيلهما في البلاد. بينما أعيد إطلاق الرحلات الأوروبية إلى فرانكفورت في ديسمبر 2009. ومنذ ذلك الحين، يتم إجراء عمليات تفتيش منتظمة للطائرات اليمنية المتوقفة في مطارات الاتحاد الأوروبي، من أجل تقييم معايير السلامة والتحقق منها. وفي 20 يناير 2010، أعلن رئيس الوزراء البريطاني آنذاك جوردون براون أنه بسبب مخاوف من النشاط الإرهابي في اليمن، سيتم تعليق الرحلات الجوية بين المملكة المتحدة والبلاد، طالما أن الوضع الأمني لن يتحسن.

## 2015 – وما بعدها
في مارس 2015، اضطرت اليمنية إلى تعليق جميع عمليات الطيران حتى إشعار آخر، وذلك بسبب نزاع عسكري، وقد كان مطار صنعاء الدولي هدفاً للغارات الجوية والقيود المفروضة على المجال الجوي اليمني من قبل قوات التحالف العربي. وفي أغسطس 2015، أعادت اليمنية رحلاتها إلى مطار عدن الدولي، على أن تبدأ أول رحلة من المملكة العربية السعودية. وقد أعيد الحصار في 21 فبراير 2016، ورفع في 14 نوفمبر 2017  عندما هبطت أول رحلة تجارية في مطار عدن الدولي. تم إلغاء الرحلات مرة أخرى هذه المرة لمدة تقل عن أسبوع، واستؤنفت في 1 فبراير 2018.

## شؤون الشركة
يقع المكتب الرئيسي في منطقة الحصبة، وسط مدينة صنعاء، لكن المبنى دمره النيران أثناء القتال في مايو 2011. وفي 3 يونيو من نفس العام، أثناء الثورة اليمنية 2011، أضرمت النيران في المبنى مرة أخرى.

## قيادات الشركة
| الاسم                         | المسمى الوظيفي                    | ملاحظات |
| ----------------------------- | --------------------------------- | ------- |
| الكابتن/ ناصر محمود قاسم      | رئيس مجلس الإدارة                 |         |
| د.عمر بن عبدالله جفري         | المدير العام                      |         |
| أ. محسن علي حيدره قاسم        | نائب المدير العام للشئون التجارية |         |
| الكابتن/ عبدالله الشطفه       | نائب المدير العام لشئون التشغيل   |         |
| أ. عادل سعيد العطاس           | نائب المدير العام للشئون المالية  |         |
| المهندس/ لؤي أحمد قعطبي       | نائب المدير العام للشئون الفنية   |         |
| المحامي/ بسام محمد محمود ناصر | مدير عام الشئون القانونية         |         |

## الوجهات

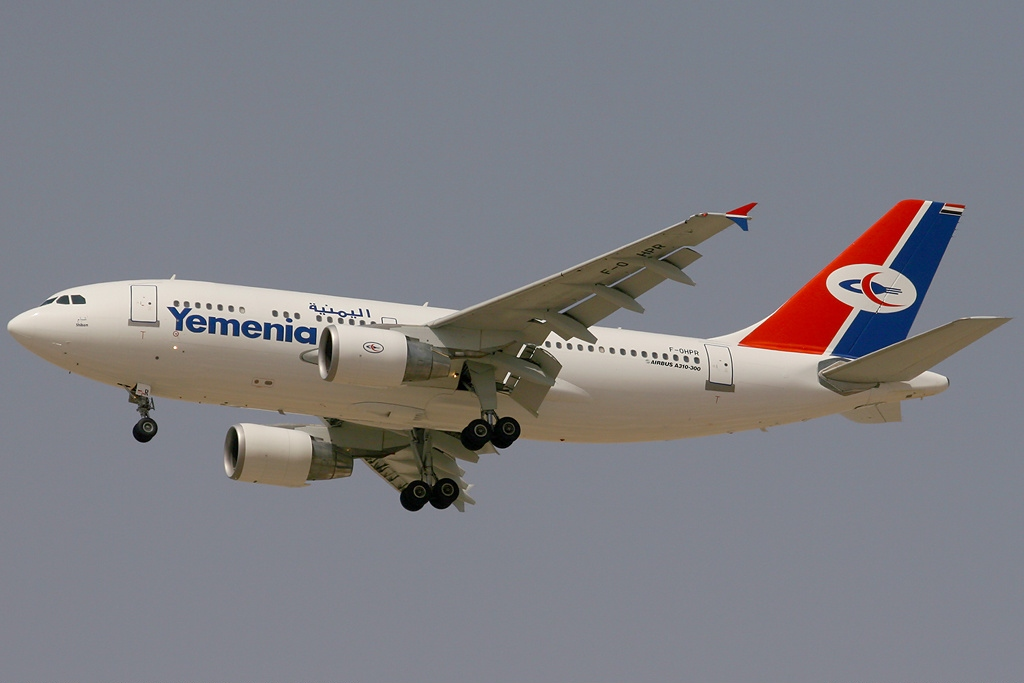
طائرة ايرباص يمنية A310-300. انضمت أول طائرة من هذا النوع إلى الأسطول في مارس 1997.

بسبب الأوضاع الأمنية الحالية في اليمن فقد تقلصت وجهات الخطوط الجوية اليمنية بشكل كبير لتنحصر فقط على الوجهات التي يسافر إليها المواطنون اليمنيون للعمل، أو الدراسة، أو العلاج. ومن بين أهم الوجهات التي تسافر إليها اليمنية حالياً هي: القاهرة، عمان، جدة، الرياض، مومباي، جيبوتي، أديس أبابا.

## الأسطول
يتكون أسطول الخطوط الجوية اليمنية من الطائرات التالية:

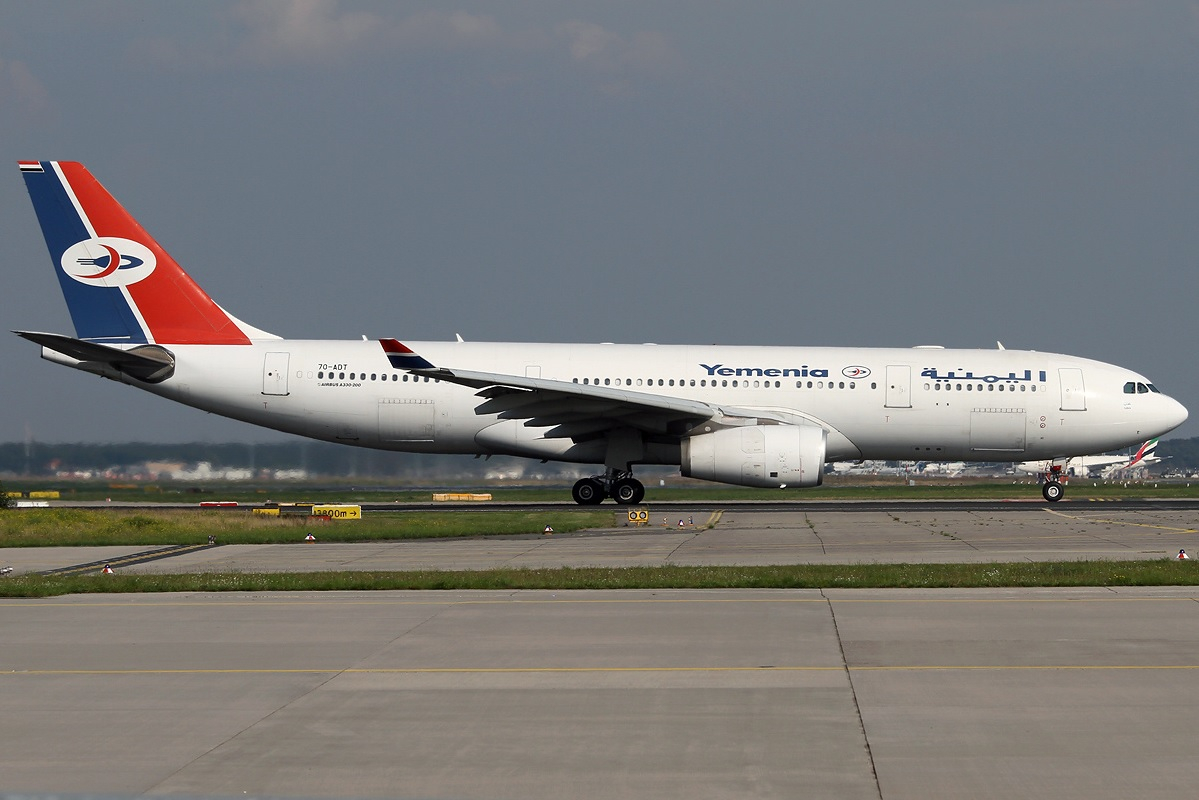
طائرة يمنية إيرباص A330-200 في مطار فرانكفورت عام 2014. دخلت أول طائرة من هذا النوع الأسطول في عام 2004.

| الطائرات       | في الخدمة | الترقيم                            |
| -------------- | --------- | ---------------------------------- |
| إيرباص إيه 320 | 5         | 7O-AFA 7O-AFB 7O-AFC 7O-AFD 7O-AFF |
| إيرباص إيه 330 | 1         | 7O-AFE                             |

## نادي سما
نادي سما هو برنامج الولاء الخاص باليمنية، وهو يسمح للمسافرين بكسب أميال عند سفرهم على متن خطوط اليمنية، ويتوفر هذا البرنامج على ثلاثة مستويات: البرونزية والفضية والذهبية.

## حوادث
- وقع أسوأ حادث للشركة في 30 يونيو 2009، عندما تحطمت طائرة الخطوط الجوية اليمنية الرحلة 626 من طراز إيرباص إيه 310، المتوجهة من صنعاء إلى موروني، وجزر القمر وذلك قبل وقت قصير من الهبوط في مياه المحيط الهندي. وقد كان على متنها 153 شخصاً توفي على إثرها 100 شخص و20 مفقودون ونجاة فتاة صغيرة فقط.[37]